# Legacy eSports (команда по League of Legends)
Legacy eSports — австралийская киберспортивная организация, основанная в 2014 году. Бронзовые призёры Австралийской КиберЛиги Сидней 2014, первого сплита Океанической Профессиональной лиги по League of Legends. Вице-чемпионы ОПЛ со второго сплита 2015 по второй сплит 2016 подряд.

## Последний состав
|                 | Ник             | Полное имя           | Позиция           | Присоединился   | Покинул         |
| Основной состав | Основной состав | Основной состав      | Основной состав   | Основной состав | Основной состав |
| --------------- | --------------- | -------------------- | ----------------- | --------------- | --------------- |
| Флаг Австралии  | DONGGY          | Ким Дон-гын          | Верхняя линия     | 16 февраля 2021 | 21 ноября 2021  |
| Флаг Австралии  | emelg           | Энди Чен             | Лесник            | 16 февраля 2021 | 21 ноября 2021  |
| Флаг Австралии  | Incursio        | Даниэль Бркич        | Центральная линия | 16 февраля 2021 | 21 ноября 2021  |
| Флаг Австралии  | styled          | Джан Леон            | Нижняя линия      | 16 февраля 2021 | 21 ноября 2021  |
| Флаг Австралии  | Sybol           | Лаклан Цивил         | Поддержка         | 16 февраля 2021 | 21 ноября 2021  |
| Флаг Австралии  | Whynot          | Рааз Альфасси Берман | Запасной          | 16 февраля 2021 | 21 ноября 2021  |
| Тренеры         |                 |                      |                   |                 |                 |
| Флаг Австралии  | Ceres           | Эван Маскареньяс     | Тренер            | 20 февраля 2021 | 21 ноября 2021  |

## Основание
7 июля 2014 года команда «Ascension», второй состав по Лиге Легенд организации «Avant Garde» принимает решение о выходе из неё и создании новой организации «Legacy eSports». В неё вошли топ-лейнер Эн «Minkywhale» Вьет Тринь, лесник Тим «Carbon» Уэндэл, мид-лейнер Эрэн «ChuChuZ» Блэнд, стрелок Хери «Cardrid» Арчэр, игрок поддержки Брайс «Egym» Пол, запасной лесник Елиэт «Impared» Капейл, и игрок запаса Зэк «Rusty» Пай.

## Достижения
| Место | Турнир                                                                   | Место проведения                           | Дата проведения          | Призовые                                 |
| 2014  | 2014                                                                     | 2014                                       | 2014                     | 2014                                     |
| ----- | ------------------------------------------------------------------------ | ------------------------------------------ | ------------------------ | ---------------------------------------- |
| 3     | Австралийская Кибер Лига Сидней 2014                                     | Австралийский технологический парк, Сидней | 19—20 июля               | A$ 3000                                  |
| 2     | IWC Gamescom 2014                                                        | Кёльнская торговая ярмарка, Кёльн          | 13—23 августа            | -                                        |
| 2     | Океанический Региональный Турнир по League of Legends 2014 — Гранд-финал | Супанова Поп Калчэ Экспo, Сидней           | 3 октября — 2 ноября     | A$ 12 000                                |
| 2015  |                                                                          |                                            |                          |                                          |
| 3—4   | Океаническая Профессиональная Лига по League of Legends Сплит 1 2015     | Австралийская студия Riot Games            | 1—9 апреля               | A$ 4000                                  |
| 2     | Океаническая Профессиональная Лига по League of Legends Сплит 2 2015     | Луна-парк, Сидней                          | 20 июля — 8 августа      | A$ 8000                                  |
| 2016  |                                                                          |                                            |                          |                                          |
| 2     | Океаническая Профессиональная Лига по League of Legends Сплит 1 2016     | Австралийская студия Riot Games            | 18 января — 5 апреля     | $ 6000                                   |
| 2     | Океаническая Профессиональная Лига по League of Legends Сплит 2 2016     | Кёриэр Мейл Пиэзэ, Брисбен                 | 22 мая — 13 августа      | $ 8000                                   |
| 2017  |                                                                          |                                            |                          |                                          |
| 2     | Океаническая Профессиональная Лига по League of Legends Сплит 1 2017     | Сидней                                     | 21 января — 16 апреля    | $ 6000                                   |
| 3     | Океаническая Профессиональная Лига по League of Legends Сплит 2 2017     | Сидней                                     | 10 июня — 2 сентября     | $ 3160                                   |
| 2018  |                                                                          |                                            |                          |                                          |
| 3     | Океаническая Профессиональная Лига по League of Legends Сплит 1 2018     | Сидней                                     | 20 января — 31 марта     | A$ 4000                                  |
| 3     | Океаническая Профессиональная Лига по League of Legends Сплит 2 2018     | Сидней                                     | 8 июня — 2 сентября      | A$ 4000                                  |
| 2020  |                                                                          |                                            |                          |                                          |
| 1     | Океаническая Профессиональная Лига по League of Legends Сплит 1 2020     | Сидней                                     | 31 января — 24 апреля    | Mid-Season Invitational 2020 (отменён)   |
| 1     | Океаническая Профессиональная Лига по League of Legends Сплит 2 2020     | Сидней                                     | 5 июня — 28 августа      | Чемпионат мира по League of Legends 2020 |
| 17—18 | Чемпионат мира по League of Legends 2020                                 | Шанхай                                     | 24 сентября — 31 октября | 22 250 $                                 |